# Mechanitis pothetoides
Mechanitis pothetoides är en fjärilsart som beskrevs av Ferreira D'almeida 1951. Mechanitis pothetoides ingår i släktet Mechanitis och familjen praktfjärilar. Inga underarter finns listade i Catalogue of Life.